# Davit Kobouri
Davit Kobouri (grúzul: დავით კობოური; Telavi, 1998. január 24. –) grúz labdarúgó, az Újpest játékosa, hátvéd.

## Pályafutása

### Dinamo Tbiliszi
A Dinamo Tbiliszi sajátnevelésű játékosa. 2015. november 28-án debütált a grúz bajnokságban. 2022-ben kölcsönben szerepelt a cseh Karviná csapatánál.

### Újpest
2024. február 7-én csatlakozott az Újpest csapatába. 2024. február 11-én mutatkozott be a DVTK ellen.

## Sikerei, díjai
SZK Dinamo Tbiliszi
- Grúz bajnok: 2015–16, 2018–19, 2019–20, 2021–22
- Grúz szuperkupa: 2020–21, 2022–23